# Lehigh Acres
Lehigh Acres es un lugar designado por el censo ubicado en el condado de Lee en el estado estadounidense de Florida. En el Censo de 2010 tenía una población de 86.784 habitantes y una densidad poblacional de 356,23 personas por km².

## Geografía
Lehigh Acres se encuentra ubicado en las coordenadas 26°36′46″N 81°38′20″O / 26.61278, -81.63889. Según la Oficina del Censo de los Estados Unidos, Lehigh Acres tiene una superficie total de 243.62 km², de la cual 239.74 km² corresponden a tierra firme y (1.59%) 3.88 km² es agua.

## Demografía
Según el censo de 2010, había 86.784 personas residiendo en Lehigh Acres. La densidad de población era de 356,23 hab./km². De los 86.784 habitantes, Lehigh Acres estaba compuesto por el 67.46% blancos, el 19.25% eran afroamericanos, el 0.42% eran amerindios, el 1.22% eran asiáticos, el 0.07% eran isleños del Pacífico, el 8.3% eran de otras razas y el 3.27% pertenecían a dos o más razas. Del total de la población el 34.33% eran hispanos o latinos de cualquier raza.